# Kabinett Murr
Das Kabinett Murr bildete vom 15. März bis 12. Mai 1933 die Landesregierung von Württemberg.

## Mitglieder
| Amt                                | Name                   | Bild | Partei | Partei |
| ---------------------------------- | ---------------------- | ---- | ------ | ------ |
| Staatspräsident Inneres Wirtschaft | Wilhelm Murr           |      |        | NSDAP  |
| „Kult“ Justiz                      | Christian Mergenthaler |      |        | NSDAP  |
| Finanzen                           | Alfred Dehlinger       |      |        | DNVP   |